# 824
824(팔백이십사)는 823보다 크고 825보다 작은 자연수다.

## 수학
- 합성수로, 그 약수는 1, 2, 4, 8, 103, 206, 412, 824다. 진약수의 합은 736이므로, 824는 부족수다.
- {\displaystyle 824=61+67+71+73+79+83+89+97+101+103}
  - 연속하는 소수(素數) 10개의 합으로 나타낼 수 있으며, 이 성질을 지닌 앞의 수는 780, 다음 수는 870이다.
- {\displaystyle 47^{6}-1}은 824로 나누어떨어진다.

## 과학
- NGC 824(영어판): 화로자리 방향에 있는 막대나선은하.

## 교통

### 철도
- 수도권 전철 8호선 단대오거리역의 역번호.

### 교통
- 824번 홋카이도도(일본어판)

## 군사
- 824 해군 항공대(영어판): 영국의 해군 항공대.

## 문화유산
- 대한민국의 보물 제824호: 안성 청룡사 대웅전

## 기타
- 날짜: 8월 24일
- 연도: 824년, 기원전 824년